# Germán Díaz
Germán Manuel Díaz Maldonado (ur. 25 października 1992) – portorykański zapaśnik walczący w stylu klasycznym. Zajął 25. miejsce na mistrzostwach świata w 2018. Siódmy na igrzyskach panamerykańskich w 2011. Zdobył brązowy medal na mistrzostwach panamerykańskich w 2018 i na igrzyskach Ameryki Środkowej i Karaibów w 2010 roku.